# Piętnastolatki
Piętnastolatki (ang. Hillside, znany również jako Fifteen, 1991–1993) – kanadyjsko-amerykański serial młodzieżowy stworzony przez Johna T. Binkleya.

## Emisja
Światowa premiera serialu miała miejsce 3 lutego 1991 r. Ostatni odcinek serialu został wyemitowany 25 kwietnia 1993 r. Serial nadawany był na kanadyjskim kanale YTV i na amerykańskim kanale Nickelodeon. W Polsce serial nadawany był na kanale TVP3.

## Obsada
- Chris William Martin jako Dylan Blackwell (wszystkie 65 odcinków)[1]
- Laura Harris jako Ashley Frasier (65 odcinków)
- Ryan Reynolds jako Billy Simpson (13 odcinków)
- Todd Talbot jako Matt Walker (65 odcinków)
- Roxanne Alexander jako Roxanne Lee (II-IV seria: 41 odcinków)
- Jason Angel jako Jason (IV seria: 26 odcinków)
- Ken Angel jako Jake Deosdade (I i III seria: 26 odcinków)
- Andrew Baskin jako Chris McDonald (II-III seria: 52 odcinki)
- Pepper Binkley jako Pepper O'Brien (IV seria: 26 odcinków)
- Allison Bloom jako Jennifer Locke (IV seria: 26 odcinków)
- Ahnee Boyce jako Cindy (I seria: 13 odcinków)
- Janine Cox jako Theresa Morgan (I seria: 13 odcinków)
- Lisa Warner jako Stacy Collins (52 odcinki)
- David Wight jako David O'Brien (52 odcinki)
- Arseman Yohannes jako Arseman Harrell (52 odcinki)
- Sarah Douglas jako Courtney Simpson (39 odcinki)
- Robyn Ross jako Brooke Morgan (39 odcinki)
- Micah Cox jako Micah (26 odcinków)
- Russell Dayvault jako Russ (26 odcinków)
- Erin Donovan jako Brittany Nichols (26 odcinków)
- Elizabeth Ortiz jako Liz (26 odcinków)
- Yee Jee Tso jako Jock (14 odcinków)
- Claire Langlois jako Amanda Morgan (13 odcinków)
- Aubrey Nealon jako Olaf (13 odcinków)
- Enuka Okuma jako Kelly (13 odcinków)
- Rekha Shah jako Janice (13 odcinków)
- Loyal Pyczynski jako Loyal (5 odcinków)
- Jed Carpenter jako Tony (5 odcinki)
- Jessica Anne Bogart jako Ellen (1 odcinek)
- Erin Inglis jako Erin Walker (II-III seria)
- Minna Brighton jako Lea (II seria)

## Nagrody i nominacje
Serial otrzymał łącznie 5 nominacji, w 2 kategoriach nagrody Young Artist Awards:
- 1993 – Ryan Reynolds - nominacja w kategorii Best Young Actor Co-starring in a Cable Series
- 1993 – Chris William Martin - nominacja w kategorii Best Young Actor Starring in a Cable Series
- 1993 – Arseman Yohannes - nominacja w kategorii Best Young Actress Co-starring in a Cable Series
- 1993 – Laura Harris - nominacja w kategorii Best Young Actress Starring in a Cable Series
- 1993 – Robyn Ross - nominacja w kategorii Best Young Actress Starring in a Cable Series